# Vladimir Strelkov
Vladimir Strelkov (russisk: Влади́мир Вячесла́вович Стрелко́в) (født 15. marts 1938 i Iljinskij Pogost i Sovjetunionen, død 12. december 2024) var en sovjetisk filminstruktør og manuskriptforfatter.
Han blev uddannet på VGIK og bestred under studierne arbejdet som direktør for nyhedsstudierne i Nedre Volga og Kazan. Efter 1964 var han direktør for Kazan Film Studie og fra 1972 for Sovjetunionens centrale fjernsynskanal. I 1978-1985 var han direktør for Odessa filmstudierne.
Vladimir Strelkov instruerede mere end 40 film og tv-programmer, herunder flere dokumentarfilm. 

## Filmografi (spillefilm, i udvalg)
- Allegro s ognjom (Аллегро с огнём, da.: Allegro med ild, 1979)[2][3]
- Ja, syn trudovogo naroda (Jeg, det arbejdende folks søn)
- Podvig Odessy (Bedriften i Odessa)